# Microsoft Cortana
Microsoft Cortana és un assistent virtual desenvolupat per Microsoft per a Windows Phone 8.1,Microsoft Band, i posteriorment per a Windows 10, iOS, Android, i Xbox One.
Cortana es va mostrar per primera vegada a la conferència del BUILD de Microsoft (Abril 2–4, 2014) a San Francisco. Es va posar en marxa com un ingredient clau del planificat "canvi d'imatge" de Microsoft pel futur sistema operatiu de Windows Phone i Windows.
El nom de Cortana deriva del personatge homònim de la sèrie de videojocs Halo, franquícia exclusiva de PC i Xbox.
Cortana està disponible en versió beta a tots els usuaris de Windows Phone 8.1 dels Estats Units (anglès nord-americà), Xina (xinès mandarí), i el Regne Unit (anglès britànic). Els usuaris d'alguns països també poden optar a l'alfa per a les versions en anglès, francès, alemany, italià i espanyol de Cortana en Windows Phone a partir de l'agost de 2014. En la majoria d'aquests països, Cortana està disponible a partir del programa de Windows Insider a tots dos dispositius, al PC i al telèfon intel·ligent per als usuaris de la vista preestrenada de Windows 10.
Es diferencia de Google Assistant i de Siri (assistent d'Apple) pel fet de ser el primer assistent virtual que inclou una "Llibreta" (Quadern), on guarda tota la informació que té sobre l'usuari: els seus interessos, rutines, etcètera. D'aquesta manera, la informació que el sistema té de l'usuari és fàcilment controlable, podent esborrar tot rastre o introduir a propòsit els seus gustos i altres per millorar el servei. També és el primer assistent que permet als desenvolupadors integrar-se amb ell, permetent utilitzar les seves aplicacions mitjançant la veu.

## Història

### Desenvolupament
El desenvolupament de Cortana va començar l'any 2009 en els productes de l'equip de Microsoft Speech amb l'administrador General de Zig Serafin i Director Científic Larry Heck. Heck i Serafin van establir la visió, amb la missió, i un pla a llarg termini per a la tecnologia d'un assistent personal digital de Microsoft, i es va formar un equip amb suficient experiència per crear els primers prototips de Cortana. Per desenvolupar l'assistent personal Cortana, l'equip va entrevistar assistents personals humans. Aquestes entrevistes van inspirar una sèrie de característiques úniques a Cortana, incloent-hi l'opció "portàtil" de l'assistent. Originalment  Cortana només havia de ser un nom clau, però una petició a Windows Phone de l'UserVoice va fer popular el nom en clau, que va acabar sent l'oficial.

### Expansió a altres plataformes
El gener de 2015, Microsoft va anunciar la disponibilitat de Cortana per a dispositius d'escriptori i telèfons intel·ligents amb Windows 10 com a part de la fusió de Windows Phone en el sistema operatiu de Windows. En ordinadors i tauletes instal·lades amb la versió de Windows 10 build 9926 o properes, s'accedeix a Cortana a través del botó de cerca a la barra de tasques, mentre que en els telèfons intel·ligents, Cortana s'utilitza prement el botó de cerca del dispositiu, i és molt similar en disseny i funcionalitats que Windows Phone.
El 26 de maig de 2015 Microsoft va anunciar que Cortana estaria també disponible en altres plataformes mòbils. La versió d'Android es va llançar el Juny de 2015 seguint la data d'iOS que fou a finals d'any.
Durant la E³ de 2015, Microsoft va anunciar que Cortana arribaria a Xbox One com a part d'una actualització de disseny universal de Windows 10 per a la consola.

## Característiques
Les característiques de Cortana inclouen:
- Ser capaç d'establir recordatoris
- Reconèixer la veu natural, sense que l'usuari tingui a l'entrada una sèrie predefinida de comandaments
- Respondre preguntes usant informació de Bing (Com el clima i les condicions del trànsit actuals, resultats esportius, i biografies).[13][14][15]
- Característiques universals de Windows 8.1 com Bing SmartSearch, que substitueix a l'aplicació de Cerca de Bing anterior, que s'activa quan l'usuari prem el botó "Cercar" en el seu dispositiu.[16]
- Cortana també inclou un servei de reconeixement de música.[17]
- Cortana pot rodar daus i llançar una moneda en demanar les ordres "tirar un dau" (un dau), "tirar els daus" (dos daus), i "llançar una moneda".[18]
- Concert rellotge  és una característica que ajuda a Cortana a determinar quines bandes o músics li interessen en funció de les seves cerques a Bing.[19]
- Cortana també s'integra amb el Microsoft Band per a dispositius Windows Phone si està connectat via bluetooth.[20][21]
- Al Microsoft Band, Cortana pot fer recordatoris i notificacions telefòniques.[22]

Des de la sèrie Lumia Denim, posada en marxa l'octubre de 2014, es va afegir l'escolta activa a Cortana, que li permet ser activada amb la frase: "Hey Cortana", fins i tot a través de l'habitació i sense la necessitat de tocar el telèfon. Cortana es pot controlar normalment per a tasques com l'establiment d'un recordatori, fer una pregunta, o el llançament d'una aplicació. Alguns dispositius del Regne Unit per O2 van rebre l'actualització Lumia Denim sense aquesta característica però va acabar sent un error i Microsoft ho va solucionar.
Cortana també s'integra amb serveis com Foursquare que proporciona recomanacions d'interès local com restaurants.

### Quadern
El "Quadern" és on la informació personal, com ara interessos, dades de localització, recordatoris, i contactes es guardaran per a l'accés de Cortana. Cortana emmagatzema aquestes dades amb la finalitat d'aprendre els patrons i comportaments específics d'un usuari. Els usuaris seran capaços de veure aquesta informació, amb l'objectiu d'oferir un major control sobre la configuració de privacitat, per la qual cosa els permet especificar quina informació es recull, "un nivell de control que va més enllà dels assistents comparables". Els usuaris també poden eliminar la informació del "Quadern" si consideren indesitjable que ho sàpiga Cortana.

### Disseny
La majoria de les versions de Cortana prenen la forma de dos cercles animats. Els cercles s'animen en indicar certes activitats com ara la cerca o la conversa.

### Altres opcions
Cortana compta amb una opció de "no molestar" en la qual els usuaris poden especificar "hores tranquil·les", cosa que ja està disponible per a usuaris de Windows Phone 8.1. Els usuaris poden canviar la configuració perquè Cortana anomeni als usuaris pels seus noms (o sobrenoms). També compta amb una àmplia biblioteca d'ous de pasqua, que consisteix en ocurrències i predeterminats.
Cortana va predir correctament els guanyadors dels primers 14 partits de la Copa del Món de Futbol de 2014, incloent-hi les semifinals, encara que es va recollir de forma incorrecta a Brasil sobre els països Baixos en el tercer lloc de play-off. Aquesta ratxa va encapçalar al Polp Paul que va predir correctament els 7 partits d'Alemanya a la Copa del Món de Futbol de 2010, així com la final. A més Cortana també pot predir els jocs d'altres esports com la NBA, la NFL, la Super Bowl, the ICC Cricket world cup i diverses Lligues de Futbol Europees. Cortana també pot resoldre equacions matemàtiques, convertir unitats tal com entre Celsius i Fahrenheit, metres i peus, i calcular el tipus de canvi entre les monedes incloses el Bitcoin.
L'abril de 2015, Cortana és deshabilitada per als usuaris menors de 13 anys.

## Regió

La versió xinesa de Cortana, Xiao Na

Cortana és específica de la regió, i adapta la seva veu perquè coincideixi amb l'idioma, la cultura i els patrons de la parla quotidiana del país on viu l'usuari. Per exemple, la versió britànica de Cortana parla amb un accent britànic i utilitza frases fetes britàniques, mentre que la versió xinesa, coneguda com a  'Xiao Na' , parla Mandarí i té una icona amb una cara i dos ulls. Cortana també intenta satisfer les necessitats del seu usuari, i mostrarà informació rellevant sobre temes com ara els equips esportius locals, negocis, sèries de televisió i les borses de valors. Cortana està disponible en diversos països des del seu llançament incloent els Estats Units, el Regne Unit, la Xina, el Canadà, Austràlia, Índia, França, Alemanya, Espanya i Itàlia, i s'espera arribar a més països amb del temps.
En la versió de l'Anglès del Regne Unit, Cortana té la veu de Ginnie Watson, actriu, cantant / compositora.
Aquesta taula identifica la versió localitzada de Cortana actualment disponible a diferents països. Excepte quan s'indiqui, això s'aplica tant a Windows Phone com a Windows 10 de la versió de l'assistent.
| Llengua           | Regió        | Variant                  | Estat         | Windows | Android | iOS |
| ----------------- | ------------ | ------------------------ | ------------- | ------- | ------- | --- |
| Anglès            | Estats Units | Anglès dels Estats Units | Disponible    | Sí      | Sí      | Sí  |
| Anglès            | Regne Unit   | Anglès britànic          | Disponible    | Sí      | Sí      | No  |
| Anglès            | Canadà       | Anglès canadenc          | Disponible    | Sí      | Sí      | Sí  |
| Anglès            | Austràlia    | Anglès australià         | Disponible    | Sí      | Sí      | Sí  |
| Anglès            | Nova Zelanda | Anglès de Nova Zelanda   | No disponible | Sí      | Sí      | Sí  |
| Anglès            | Índia        | Anglès d'Índia           | Disponible    | Sí      | No      | No  |
| Alemany           | Alemanya     | Alemany                  | Disponible    | Sí      | No      | No  |
| Italià            | Itàlia       | Itàlia                   | Disponible    | Sí      | No      | No  |
| Castellà          | Espanya      | Castellà                 | Disponible    | Sí      | No      | No  |
| Castellà          | Mèxic        | Castellà de Mèxic        | Disponible    | Sí      | No      | No  |
| Francès           | França       | Francès de França        | Disponible    | Sí      | No      | No  |
| Francès           | Canadà       | Francès canadenc         | Disponible    | Sí      | No      | No  |
| Xinés tradicional | Taiwan       | Guoyu                    | No disponible | No      | No      | No  |
| Xinés tradicional | Hong Kong    | Cantonès                 | No disponible | No      | No      | No  |
| Xinés tradicional | Macau        | Cantonès                 | No disponible | No      | No      | No  |
| Xinès simplificat | Xina         | Mandarí                  | Disponible    | Sí      | Sí      | Sí  |
| Portuguès         | Brasil       | Portuguès brasiler       | Disponible    | Sí      | No      | No  |
| Japonès           | Japó         | Japonès                  | Disponible    | Sí      | No      | Sí  |
| Rus               | Rússia       | Rus estàndard            | No disponible | Sí      | No      | Sí  |

## Actualització
Les actualitzacions de Cortana es deslliuren de forma independent de les del sistema operatiu Windows Phone, permetent a Microsoft proporcionar noves característiques a un ritme més ràpid. No totes les funcions relacionades amb Cortana es poden actualitzar d'aquesta manera, com algunes característiques com ara "Hey Cortana" que requereixen el servei d'actualització de Windows Phone.